# 罗斯·切利莫
罗斯·切利莫（1989年7月12日—）是一名原籍肯尼亚，后来归化至巴林的女子田径运动员，主攻马拉松项目。切利莫先前代表肯尼亚参加国际赛事，已知她代表肯尼亚参加的最后一项赛事是2015年捷克布杰约维采半程马拉松，当时她获得冠军，这之后的某一个时间点，她获得了巴林国籍，并获国际田径联合会准许参加2016年里约奥运。在奥运期间，她以2小时27分36秒获得女子马拉松第8名。2017年，切利莫获得了世界田径锦标赛女子马拉松冠军，成为第一个代表巴林获得该项目冠军的选手。2018年，切利莫在亚洲运动会女子马拉松项目上以2小时34分51秒获得冠军。

## 外部連結
- 罗斯·切利莫在的頁面